# Purkrabství
Purkrabství (z něm. Burg, hrad a Graf, hrabě) je označení správního celku v čele s purkrabím. Purkrabí byl podřízen panovníkovi a ve svém správním celku měl daňovou, soudní a výkonnou pravomoc. Purkrabství původně označovala oblasti, které se vztahovaly k nejvýznamnějším strategickým místům (především hradům), kde byla přítomna vojenská posádka podřízená purkrabímu. Ten byl pak podřízen panovníkovi. Postupem času se titul přenesl i na městské či zemské úředníky. Například z purkrabího Pražského hradu se stal nejvyšší purkrabí, nejvýznamnější zemský úředník českého království.